# Abidjan
Abidjan je gospodarska metropola i bivši glavni grad Obale Bjelokosti. Prema procjeni iz 2010. grad ima 4.175.000 stanovnika. Kako je Abidjan najveći grad te najvažnija luka Obale Bjelokosti, on je de facto i dalje njen neslužbeni glavni grad. Također je, iza Pariza i Kinshase, treći po veličini frankofonski grad u svijetu.
Leži na poluotoku u laguni Ebrie u Gvinejskom zaljevu. Kanalom Vridi (2,8 km) spojen je s morem. Udaljen je 220 km jugoistočno od Yamoussoukra te stotinjak km zapadno od granice s Ganom.
Abidjan je industrijsko (prehrambeno i kemijsko), trgovinsko i kulturno središte. Željezničkom prugom povezan je s gradom Ouagadougou (Burkina Faso). Zračna luka nalazi se u Port-Bouetu.

## Nogomet
Nogomet je najpopularniji šport u Obali Bjelokosti. Neki od igrača poniklih u abidjanskom nogometnom klubu ASEC Mimosas su:
- Kolo Touré
- Aruna Dindane
- Salomon Kalou
- Didier Zokora
- Yaya Touré
- Emmanuel Eboué
- Gilles Yapi Yapo

U gradu je također rođen i Didier Drogba.
Nogometni stadion u Abidjanu, Stade Félix Houphouët-Boigny, nazvan je prema prvom predsjedniku Obale Bjelokosti, Félixu Houphouët-Boignyju. Bio je jedan od stadiona Afričkoga kupa nacija 2023.

## Vanjske poveznice
- Službena stranica (fr.)

### Ostali projekti
|  | Zajednički poslužitelj ima još gradiva o temi Abidjan |